# Хайредин паша хамам
Хайредин паша хамам е средновековна турска обществена баня в източномакедонския град Сяр (Серес), Гърция.
Сградата е архитектурна забележителност. Разположена е на улица „Дионисиос Соломос“ № 29 - 35, като е интегрирана в три магазина. Построена е от Халил Хайредин паша Чандарлъ, завоювал града в 1385 година и умрял в 1387 година или според други мнения в XV век.
В 1998 година сградата е обявена за защитен паметник на културата.